# مرزیساید
مرزیساید (به انگلیسی: Merseyside) یک شهرستان تشریفاتی و شهری در ناحیه شمال غربی انگلستان می‌باشد. در سال ۲۰۰۴ جمعیت آن ۱٬۳۶۵٬۹۰۰ نفر سرشماری شده‌است. اکثر خاک این شهرستان را که ۶۴۵ کیلومتر مربع می‌باشد، مناطق شهری تشکیل می‌دهد.
شهرستان مرزیساید در سال ۱۹۷۴ تأسیس شده‌است

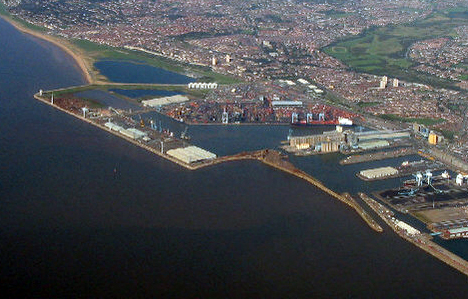

1. لیورپول
2. سفتون
3. ناوزلی
4. سنت هلنز
5. ویرال